# Ceuașu de Câmpie, Mureș
Ceuașu de Câmpie (în maghiară Mezőcsávás, în germană Grubendorf) este satul de reședință al comunei cu același nume din județul Mureș, Transilvania, România.

## Localizare
Localitate situată pe pârâul Voiniceni și pe drumul județean Târgu-Mureș - Râciu - Cluj-Napoca.

## Istoric
Satul Ceuașu de Câmpie este atestat documentar în anul 1505.

## Obiective turistice
- Rezervația naturală „Pădurea Săbed” (59 ha)
- Biserica reformată din Ceuașu de Câmpie